# Mister Monde 2003
Mister Monde 2003 est le quatrième concours de beauté masculine mondiale Mister Monde. L’élection se déroule au Brewery Hall de Londres (Royaume-Uni). Il est remporté par le Brésilien Gustavo Narciso Gianetti.

## Résultats
| Classement        | Candidats |
| ----------------- | --- |
| Mister Monde 2003 | - Brésil - Gustavo Narciso Gianetti |
| 1er dauphin       | - Liban - Assaad Tarabay |
| 2e dauphin        | - Belgique - Fabien Hauquier |
| 3e dauphin        | - Mexique - José Luis Reséndez Santos |
| 4e dauphin        | - Barbade - Ronnie Morris |
| Semi-finalistes   | - Aruba - Kevin Osmond Halley - Chine - Shuang Jian Zhou - Malte - Matthew Saliba - Singapour - Julian Hee Lic-Hua - Venezuela - Andrés Eduardo Mistage Parilli |

## Participants

### Afrique
- Angola : António Adelino Valentim

### Amériques
- Bolivie : Alejandro Suárez Velarde
- Brésil : Gustavo Narciso Gianetti
- Canada : Adam Dreaddy
- Colombie : Leonardo Morán
- Uruguay : Andrés dos Santos
- Venezuela : Andrés Eduardo Mistage Parilli
- Guatemala : José Fernando Turcios Domínguez
- Mexique : José Luis Reséndez Santos

### Asie du Sud-Est
- Chine : Shuang Jian Zhou
- Singapour : Julian Hee Lic-Hua
- Sri Lanka : Roshan Massilamany
- Philippines : Marco Antonio Tamayo

### Caraïbes
- Aruba : Kevin Osmond Halley
- Barbade : Ronnie Morris
- Porto Rico : Edwin Enrique Iglesias Colón

### Europe
- Albanie : Gerald Shahu
- Allemagne : Joachim Federer
- Angleterre : Johnny Marsden
- Autriche : Michael Schuller
- Belgique : Fabien Hauquier
- Bosnie-Herzégovine : Birnas Ibrahimagic
- Bulgarie : Danail Milev
- Croatie : Bojan Milohanovic
- Écosse : Gordon Travis
- Espagne : Isaac Vidjrakou Burgos
- Grèce : Athanasios Cherckeletzis
- Irlande du Nord : Martin McHugh
- Italie : Fabrizio Leca
- Lettonie : Kaspars Patass
- Liban : Assaad Tarabay
- Malte : Matthew Saliba
- Pays-Bas : Bas Hendriks
- Pays de Galles : Rhodri Jenkins
- Roumanie : Adrian Ilie Asandei
- Russie : Alexei Pershin
- Serbie-et-Monténégro : Milentije Andrejic
- Ukraine : Vasili Pakhomov